# Трухильо, Карлос
Хуан Карлос Трухильо (исп. Juan Carlos Trujillo; род. 17 июля 1985, Лос-Анджелес, Калифорния) — американский и гватемальский легкоатлет, специалист по бегу на длинные дистанции и марафону. Выступал на профессиональном уровне в 2006—2022 годах, победитель и призёр ряда крупных международных стартов, участник летних Олимпийских игр в Рио-де-Жанейро.

## Биография
Карлос Трухильо родился 17 июля 1985 года в Лос-Анджелесе, штат Калифорния. Будучи по происхождению гватемальцем, помимо американского гражданства также получил гражданство Гватемалы.
Во время учёбы старшей школе играл в футбол, но со временем стал больше склоняться в сторону лёгкой атлетики, бегал кроссы осенью, выходил на дорожку весной. Продолжил спортивную карьеру в Орегонском университете, в составе университетской легкоатлетической команды «Орегон Дакс» успешно выступал на различных студенческих соревнованиях в США, в частности становился чемпионом Конференции Pac-10 в беге на 10 000 метров.
В 2012 году с личным рекордом 2:14:21 занял 18-е место на Чикагском марафоне.
В 2013 году показал 19-й результат на Бостонском марафоне (2:19:24), 14-й результат на Фукуокском марафоне (2:17:48), представлял США в марафоне на чемпионате мира в Москве — с результатом 2:23:13 пришёл к финишу 36-м.
На Чикагском марафоне 2014 года с результатом 2:16:49 закрыл двадцатку сильнейших.
В 2015 году среди прочего занял 14-е место на Лос-Анджелесском марафоне (2:22:01).
В 2016 году представлял свою историческую родину Гватемалу на летних Олимпийских играх в Рио-де-Жанейро — в программе марафона показал время 2:20:24, расположившись в итоговом протоколе соревнований на 67-й строке.
В 2017 году в составе гватемальской сборной бежал марафон на чемпионате мира в Лондоне, с результатом 2:33:42 так же занял 67-е место. Кроме того, в этом сезоне выиграл 5000 и 10 000 метров на Центральноамериканских играх в Манагуа.
В 2019 году занял 20-е место на Хьюстонском марафоне (2:18:40), 16-е место в марафоне на Панамериканских играх в Лиме (2:28:18).
В 2021 году отметился победой на марафоне в Атланте (2:33:37), показал 40-й результат на Бостонском марафоне (2:31:07).
На Хьюстонском марафоне 2022 года с результатом 2:18:20 пришёл к финишу 22-м.